# 卡尔旺 (瓦戈什)
卡尔旺（葡萄牙語：Calvão）是葡萄牙阿威罗区的一个堂区，位於瓦戈什。总面积15.15平方公里，总人口2010人，人口密度132.7人/平方公里。